# Говорцова, Ольга Алексеевна
Ольга Алексеевна Говорцова (бел. Вольга Аляксееўна Гаварцова; род. 23 августа 1988, Пинск, СССР) — белорусская теннисистка; победительница восьми турниров WTA в парном разряде; участвовала в выходе сборной Беларуси в финал Кубка Федерации (2017); победительница одного юниорского турнира Большого шлема в парном разряде (Уимблдон-2004); финалистка парного турнира Orange Bowl (2003); бывшая восьмая ракетка мира в юниорском рейтинге.

## Общая информация
Ольга — одна из трёх детей Татьяны и Алексея Говорцовых; её братьев зовут Илья (ныне значится тренером сестры) и Александр. В марте 2018 года Говорцова родила сына от хоккеиста Константина Захарова и уже в апреле вернулась на корт.
Говорцова в теннисе с шести лет. На корте Ольга предпочитает действовать за задней линией; лучший удар — бэкхенд, любимое покрытие — грунт.

## Спортивная карьера

### Начало карьеры
Впервые приняла участие в основной сетке на профессиональном теннисном турнире в 14 лет (в Минске на турнире из цикла ITF). В том же году завоевала престижный юниорский теннисный трофей Orange Bowl в возрастной категории до 14 лет. Спустя год в Рамат ха-Шароне (Израиль) выиграла свой первый турнир ITF в паре с Викторией Азаренко и впервые вышла в финал в одиночном разряде. В 2004 году Азаренко и Говорцова на юниорском уровне выиграли Уимблдонский турнир в парном разряде среди девушек. В том сезоне она достигла наивысшей в юниорской карьере — 8-й строчке рейтинга среди девушек. 2005 год стал последним сезоном Говорцовой на юниорском уровне.
В 2006 году Говорцова впервые сыграла в основной сетке в WTA-туре, пробившись через квалификацию на турнир в Ташкенте. В марте 2007 года она выиграла свой первый турнир из цикла ITF в одиночном разряде на 25-тысячнике в Минске. Летом она прошла три раунда квалификации на Уимблдон и, таким образом, дебютировала на взрослом турнире серии Большого шлема. В июле после выхода в четвертьфинал турнира в Цинциннати Говорцова впервые поднялась в топ-100 одиночного рейтинга. Затем она достигла 1/4 финала турнира 2-й категории в Станфорде, начав свой путь с квалификации. Первый взрослый Открытый чемпионат США, как и Уимблдон, завершился для неё на стадии второго раунда. Лучшим результатом осени стал выход в полуфинал турнира в Ташкенте. Сезон 2007 года Говорцова закончила в числе 50 сильнейших теннисисток мира одиночной классификации.
В феврале 2008 года Говорцова получила первый вызов в сборную Беларуси на отборочные матчи Кубка Федерации. Через несколько недель она провела первый финал турнира WTA Говорцова — в Мемфисе, где в полуфинале победила 18-ю ракетку мира Шахар Пеер, в финале проиграла Линдсей Дэвенпорт. В апреле она с Эдиной Галловиц из Румынии вышла на турнире в Чарлстоне в свой первый парный финал WTA. Не будучи посеянными, они победили в четвертьфинале третью пару турнира Квету Пешке и Ренне Стаббс, а в полуфинале — сильнейшую пару мира Кару Блэк и Лизель Хубер перед тем, как уступить в финале посеянным вторыми Катарине Среботник и Ай Сугияме. Ещё через месяц Говорцова выиграла свой первый парный титул WTA на турнире в Стамбуле в команде с Джилл Крайбас из США. На первом Открытом чемпионате Франции ей удалось выйти в третий раунд.
23 июня 2008 года Говорцова достигла наивысшей для себя — 35-й позиции в рейтинге. Летом она сыграла на Олимпиаде в Пекине, где в одиночном разряде уступила в первом круге посеянной под четвёртым номером Серене Уильямс, а в парном разряде с Дарьей Кустовой вышли во второй круг, проиграв там украинкам Алёне и Катерине Бондаренко. Второй сезон подряд она финишировала в топ-50 одиночного рейтинга и впервые в топ-100 парного рейтинга.

### 2009—2017
Сезон 2009 года Говорцова начала с четвертьфинала на турнире в Брисбене. На Больших шлемах в том сезоне лучше всего сыграла на Ролан Гаррос, где вышла в третий раунд. Летом она трижды добиралась до четвертьфиналов турниров WTA. В сентябре 2009 года Говорцова добавила к своей коллекции титулов две победы в турнирах WTA в парном разряде, в Гуанчжоу и Ташкенте, одержанные в течение двух недель (оба в паре с Татьяной Пучек). В Ташкенте Говорцова также смогла выйти ы полуфинал в одиночном разряде. В своём последнем турнире сезона, Кубке Кремля (с 2009 года турнир премьер-категории) она вышла в финал одиночного разряда, где уступила итальянке Франческе Скьявоне (3-6, 0-6).
В апреле 2010 года Говорцова вышла в финал турнира в Понте-Ведра-Бич, обыграв в 1/2 финала № 29 в мире Доминику Цибулкову (6-4, 7-5), а в борьбе за титул проиграла второй ракетки мира Каролине Возняцки (2-6, 5-7). В октябре удалось добиться наиболее значительной победы в карьере в партнёрстве с Чжуан Цзяжун на турнире высшей категории Премьер в Пекине. Четвёртый сезон подряд она завершила в числе ста лучших теннисисток мира в одиночном разряде.
В феврале 2011 года был завоеван пятый парный титул WTA. В дуэте с Аллой Кудрявцевой она стала чемпионкой турнира в Мемфисе. Через несколько недель она вышла в 1/4 финала в Монтеррее уже в одиночном разряде. В июне Говорцова и Кудрявцева выиграли парный приз на траве в Бирмингеме, а в июле они вышли в финал в Колледж-парке. В августе был выигран третий парный титул в сезоне в альянсе с Чжуан Цзяжун на турнире в Нью-Хейвене. После этого поднялась до 24-й позиции в рейтинге теннисисток в парном разряде — высшей за карьеру. В этом же году она помогла команде Беларуси пробиться во II Мировую группу Кубка Федерации после шести побед в шести встречах с соперницами из Австрии, Хорватии, Греции, Польши и Эстонии, однако на следующий год белорусская команда не смогла удержать занятых позиций, проиграв сначала американкам, а затем сборной Швейцарии.
В феврале 2012 года Говорцова выиграла 100-тысячник из цикла ITF в Мидленде (США), а также, уже в основном туре, смогла выйти в парный финал в Мемфисе (с Верой Душевиной). В грунтовом отрезке сезона лучшим достижением в одиночках стал четвертьфинал в Барселоне, а в парах победа на турнире в Страсбурге в команде с Клаудией Янс-Игначик. В общей сложности это был восьмой парный титул WTA в карьере Говорцовой. В августе она вышла в четвертьфинал турнира в Нью-Хейвене, пройдя на отказе соперницы во втором сете вторую ракетку мира Агнешку Радваньскую при счёте 6-0, 2-1. На Открытом чемпионате США Говорцова вышла в третий раунд (впервые с 2009 года на Больших шлемах).
В июле 2013 года на турнире в Станфорде она вышла в четвертьфинал, обыграв во втором раунде № 13 в мире Саманту Стосур (6-2, 6-4). В сентябре она хорошо сыграла на турнире в Ташкенте, выйдя в одиночный и парный финал. В одиночном разряде она проиграла Бояне Йовановски (6-4, 5-7, 6-7), а в парном в дуэте с Мэнди Минеллой уступили паре Тимея Бабош и Ярослава Шведова.
В апреле 2014 года уже в паре с Бабош был достигнут финал в Монтеррее. В сентябре на турнире в Ташкенте она вышла в 1/4 финала в одиночном разряде. Потеряв место в топ-100, Говорцова в 2015 году смогла вернуться в первую сотню одиночного рейтинга после выступления на Уимблдоне. Она достигла лучшего результата на турнирах Большого шлема в одиночном разряде, выйдя в 4-й круг. Занимавшая к тому моменту 122-е место в рейтинге Говорцова вышла в основную сетку Уимблдона из квалификации и последовательно победила трёх соперниц из первой сотни, включая посеянную 25-й Ализе Корне.
В 2015 году Говорцова выиграла с Азаренко решающую парную встречу в плей-офф II Мировой группы со сборной Японии, снова обеспечив белорусской команде появление в мировой элите в следующем сезоне. В 2016 году Говорцова, проиграв обе своих встречи в одиночном разряде в матче со сборной Канады, сумела в паре с Александрой Саснович победить в решающей игре матча (Саснович также выиграла обе своих одиночных встречи) и вывести белорусскую команду в плей-офф I Мировой группы. Там в апреле 2016 года белорусские теннисистки одержали досрочную победу над командой России (два своих матча выиграла Виктория Азаренко) и вышли в высший дивизион Кубка Федерации ещё до парной встречи, где Говорцова и Арина Соболенко проиграли Елене Весниной и Дарье Касаткиной. В сентябре 2016 года в паре с Верой Лапко вышла финал турнира в Гуанчжоу. В 2017 году Говорцова со сборной Беларуси стала финалисткой Кубка Федерации, выиграв и проиграв по одной встрече в парах, в обоих случаях, впрочем, уже ничего не решавших. В состав сборной в финальном матче против команды США Говорцова не попала — её место в паре с Лапко заняла Лидия Морозова. В апреле того же года Говорцова выиграла 80-тысячник ITF в Индиан-Харбор-Бич (США).

### 2018—2023 (возвращение после рождения ребёнка)
Сделав перерыв в карьере в связи с беременностью, Говорцова вернулась на корт в апреле 2018 года. В феврале 2020 года она выиграла 100-тысячник ITF в Николасвилле (США), доведя число своих одиночных побед в данном цикле до девяти.
В июле 2021 года Говорцова стала финалисткой турнира младшей серии WTA 125 в Бостаде, а спустя три недели в Сербии выиграла парный трофей в данной серии в партнёрстве с Лидией Морозовой. Последний раз на официальных турнирах на данный момент сыграла в 2023 году, когда проиграла в первом раунде квалификации Открытого чемпионата США.

## Итоговое место в рейтинге WTA по годам
| Год  | Одиночный рейтинг | Парный рейтинг |
| 2022 | 607               | 507            |
| 2021 | 134               | 190            |
| 2020 | 133               | 251            |
| 2019 | 194               | 199            |
| 2018 | 427               | 753            |
| 2017 | 271               | 493            |
| 2016 | 198               | 249            |
| 2015 | 69                | 364            |
| 2014 | 145               | 137            |
| 2013 | 95                | 60             |
| 2012 | 57                | 61             |
| 2011 | 114               | 44             |
| 2010 | 74                | 29             |
| 2009 | 52                | 72             |
| 2008 | 49                | 58             |
| 2007 | 49                | 404            |
| 2006 | 334               | 467            |
| 2005 |                   | 731            |
| 2004 | 600               | 677            |

## Выступления на турнирах

### Финалы турнировWTAв одиночном разряде (4)

#### Поражения (4)
| Легенда: До 2009 года       | Легенда: С 2009 года    |
| --------------------------- | ----------------------- |
| Турниры Большого шлема (0)* |                         |
| Олимпиада (0)               |                         |
| Итоговый турнир WTA (0)     |                         |
| 1-я категория (0)           | Premier Mandatory (0+1) |
| 2-я категория (0)           | Premier 5 (0)           |
| 3-я категория (0+1)         | Premier (0+1)           |
| 4-я категория (0)           | International (0+5)     |
| 5-я категория (0)           | International (0+5)     |

| Титулы по покрытиям | Титулы по месту проведения матчей турнира |
| ------------------- | ----------------------------------------- |
| Хард (0+5)*         | Зал (0+1)                                 |
| Грунт (0+2)         | Зал (0+1)                                 |
| Трава (0+1)         | Открытый воздух (0+7)                     |
| Ковёр (0)           | Открытый воздух (0+7)                     |

* количество побед в одиночном разряде + количество побед в парном разряде.
| №  | Дата             | Турнир               | Покрытие   | Соперница в финале | Счёт           |
| 1. | 1 марта 2008     | Мемфис, США          | Хард (зал) | Линдсей Дэвенпорт  | 2-6 1-6        |
| 2. | 25 октября 2009  | Москва, Россия       | Хард (зал) | Франческа Скьявоне | 3-6 0-6        |
| 3. | 11 апреля 2010   | Понте-Ведра-Бич, США | Грунт      | Каролина Возняцки  | 2-6 5-7        |
| 4. | 14 сентября 2013 | Ташкент, Узбекистан  | Хард       | Бояна Йовановски   | 6-4 5-7 6-7(3) |

### Финалы турнировWTA 125иITFв одиночном разряде (17)

#### Победы (9)
| Легенда:                    |
| --------------------------- |
| WTA 125 (0+1)*              |
| 100.000 USD (2+1)           |
| 80.000 (75.000)** USD (1)   |
| 60.000 (50.000)** USD (2+1) |
| 25.000 USD (4)              |
| 15.000 (10.000)** USD (0+1) |

** призовой фонд до 2017 года
| Титулы по покрытиям | Титулы по месту проведения матчей турнира |
| ------------------- | ----------------------------------------- |
| Хард (3+3)*         | Зал (4+1)                                 |
| Грунт (4+1)         | Зал (4+1)                                 |
| Трава (0)           | Открытый воздух (5+3)                     |
| Ковёр (2)           | Открытый воздух (5+3)                     |

* количество побед в одиночном разряде + количество побед в парном разряде.
| №  | Дата             | Турнир                 | Покрытие    | Соперница в финале      | Счёт              |
| 1. | 11 мая 2007      | Минск, Беларусь        | Ковёр (зал) | Ева Грдинова            | 6-7(5) 6-2 6-3    |
| 2. | 15 апреля 2007   | Джексон, США           | Грунт       | Мелисса Торрес Сандовал | 6-1 6-1           |
| 3. | 12 февраля 2012  | Мидленд, США           | Хард (зал)  | Магдалена Рыбарикова    | 6-3 6-7(6) 7-6(5) |
| 4. | 22 февраля 2015  | Кройцлинген, Швейцария | Ковёр (зал) | Ребекка Срамкова        | 6-2 6-1           |
| 5. | 21 марта 2015    | Севилья, Испания       | Грунт       | Марина Заневская        | 7-5 6-2           |
| 6. | 18 сентября 2016 | Чжухай, Китай          | Хард        | Ипек Сойлу              | 6-1 6-2           |
| 7. | 10 апреля 2017   | Индиан-Харбор-Бич, США | Грунт       | Аманда Анисимова        | 6-3 4-6 6-3       |
| 8. | 30 июня 2019     | Дармштадт, Германия    | Грунт       | Клара Таусон            | 6-1 7-6(3)        |
| 9. | 16 февраля 2020  | Николасвилл, США       | Хард (зал)  | Клер Лю                 | 6-4 6-4           |

#### Поражения (8)
| №  | Дата            | Турнир                    | Покрытие   | Соперница в финале  | Счёт           |
| 1. | 16 ноября 2003  | Рамат-ха-Шарон, Израиль   | Хард       | Шахар Пеер          | 1-6 0-6        |
| 2. | 29 ноября 2003  | Хайфа, Израиль            | Хард       | Шахар Пеер          | 1-6 7-6(4) 3-6 |
| 3. | 18 февраля 2007 | Сент-Пол, США             | Хард (зал) | София Арвидссон     | 6-2 1-6 4-6    |
| 4. | 13 мая 2007     | Индиан-Харбор-Бич, США    | Грунт      | Бетани Маттек       | 5-7 6-1 1-6    |
| 5. | 5 июня 2011     | Ноттингем, Великобритания | Трава      | Элени Данилиду      | 6-1 4-6 2-6    |
| 6. | 7 августа 2016  | Гранби, Канада            | Хард       | Дженнифер Брэди     | 5-7 2-6        |
| 7. | 7 июля 2019     | Штутгарт, Германия        | Грунт      | Джорджа Крэчун      | 2-6 3-6        |
| 8. | 10 июля 2021    | Бостад, Швеция            | Грунт      | Нурия Паррисас Диас | 2-6 2-6        |

### Финалы турнировWTAв парном разряде (14)

#### Победы (8)
| №  | Дата             | Турнир                    | Покрытие   | Партнёрша           | Соперницы в финале                   | Счёт              |
| 1. | 24 мая 2008      | Стамбул, Турция           | Грунт      | Джилл Крейбас       | Полона Херцог Марина Эракович        | 6-1 6-2           |
| 2. | 20 сентября 2009 | Гуанчжоу, Китай           | Хард       | Татьяна Пучек       | Кимико Датэ-Крумм Сунь Тяньтянь      | 3-6 6-2 [10-8]    |
| 3. | 27 сентября 2009 | Ташкент, Узбекистан       | Хард       | Татьяна Пучек       | Екатерина Деголевич Виталия Дьяченко | 6-2 6-7(1) [10-8] |
| 4. | 10 октября 2010  | Пекин, Китай              | Хард       | Чжуан Цзяжун        | Хисела Дулко Флавия Пеннетта         | 7-6(2) 1-6 [10-7] |
| 5. | 19 февраля 2011  | Мемфис, США               | Хард (зал) | Алла Кудрявцева     | Андреа Главачкова Луция Градецкая    | 6-3 4-6 [10-8]    |
| 6. | 12 июня 2011     | Бирмингем, Великобритания | Трава      | Алла Кудрявцева     | Роберта Винчи Сара Эррани            | 1-6 6-1 [10-5]    |
| 7. | 27 августа 2011  | Нью-Хэйвен, США           | Хард       | Чжуан Цзяжун        | Роберта Винчи Сара Эррани            | 7-5 6-2           |
| 8. | 26 мая 2012      | Страсбург, Франция        | Грунт      | Клаудиа Янс-Игначик | Натали Грандин Владимира Углиржова   | 6-7(4) 6-3 [10-3] |

#### Поражения (6)
| №  | Дата             | Турнир              | Покрытие   | Партнёрша       | Соперницы в финале                | Счёт              |
| 1. | 20 апреля 2008   | Чарлстон, США       | Грунт      | Эдина Галловиц  | Катарина Среботник Ай Сугияма     | 2-6 2-6           |
| 2. | 31 июля 2011     | Колледж-парк, США   | Хард       | Алла Кудрявцева | Саня Мирза Ярослава Шведова       | 3-6 3-6           |
| 3. | 25 февраля 2012  | Мемфис, США         | Хард (зал) | Вера Душевина   | Андреа Главачкова Луция Градецкая | 3-6 4-6           |
| 4. | 14 сентября 2013 | Ташкент, Узбекистан | Хард       | Мэнди Минелла   | Тимея Бабош Ярослава Шведова      | 3-6 3-6           |
| 5. | 6 апреля 2014    | Монтеррей, Мексика  | Хард       | Тимея Бабош     | Меган Мултон-Леви Дарья Юрак      | 6-7(5) 6-3 [9-11] |
| 6. | 24 сентября 2016 | Гуанчжоу, Китай     | Хард       | Вера Лапко      | Эйжа Мухаммад Пэн Шуай            | 2-6 6-7(3)        |

### Финалы турнировWTA 125иITFв парном разряде (11)

#### Победы (4)
| №  | Дата           | Турнир                  | Покрытие   | Партнёрша         | Соперницы в финале             | Счёт    |
| 1. | 16 ноября 2003 | Рамат-ха-Шарон, Израиль | Хард       | Виктория Азаренко | Натали Нери Даниэлла Стейнберг | 6-0 6-3 |
| 2. | 2 февраля 2019 | Мидленд, США            | Хард (зал) | Валерия Савиных   | Кори Гауфф Энн Ли              | 6-4 6-0 |
| 3. | 9 ноября 2019  | Лас-Вегас, США          | Хард       | Манди Минелла     | Александра Мюллер Софи Чанг    | 6-3 6-4 |
| 4. | 31 июля 2021   | Белград, Сербия         | Грунт      | Лидия Морозова    | Алёна Фомина Екатерина Яшина   | 6-2 6-2 |

#### Поражения (7)
| №  | Дата           | Турнир              | Покрытие    | Партнёрша         | Соперницы в финале               | Счёт           |
| 1. | 18 апреля 2004 | Бол, Хорватия       | Грунт       | Виктория Азаренко | Анна Бастрикова Алла Кудрявцева  | 4-6 1-6        |
| 2. | 10 апреля 2005 | Минск, Беларусь     | Ковёр (зал) | Катерина Полунина | Александра Панова Ольга Панова   | 5-7 3-6        |
| 3. | 4 ноября 2012  | Тайбэй, Тайвань     | Хард (зал)  | Чжан Кайчжэнь     | Кристина Младенович Чжань Хаоцин | 7-5 2-6 [8-10] |
| 4. | 7 августа 2016 | Гранби, Канада      | Хард        | Юлия Глушко       | Джейми Лёб Ан-Софи Местах        | 4-6 4-6        |
| 5. | 26 января 2019 | Плантейшен, США     | Грунт       | Джейда Робинсон   | Ли Бэйцзи Се Юйцзе               | 1-6 4-6        |
| 6. | 31 января 2021 | Ромя, США           | Хард        | Йована Йович      | Эмина Бектас Тара Мур            | 7-5 2-6 [8-10] |
| 7. | 8 мая 2022     | Бонита-Спрингс, США | Грунт       | Катажина Кава     | Тимея Бабош Нао Хибино           | 4-6 6-3 [7-10] |

## История выступлений на турнирах
По состоянию на 18 ноября 2024 года
Для того, чтобы предотвратить неразбериху и удваивание счета, информация в этой таблице корректируется только по окончании турнира или по окончании участия там данного игрока.
| Турнир                       | 2007  | 2008  | 2009          | 2010          | 2011          | 2012  | 2013          | 2014          | 2015          | 2016  | 2017          | 2018          | 2019          | 2020          | 2021  | 2022          | 2023          | Итог   | В/П за карьеру |
| ---------------------------- | ----- | ----- | ------------- | ------------- | ------------- | ----- | ------------- | ------------- | ------------- | ----- | ------------- | ------------- | ------------- | ------------- | ----- | ------------- | ------------- | ------ | -------------- |
| Турниры Большого шлема       |       |       |               |               |               |       |               |               |               |       |               |               |               |               |       |               |               |        |                |
| Открытый чемпионат Австралии | -     | 1Р    | 1Р            | 1Р            | 1Р            | 2Р    | 2Р            | 2Р            | К             | 1Р    | К             | -             | К             | К             | К     | К             | -             | 0 / 8  | 3-8            |
| Открытый чемпионат Франции   | -     | 3Р    | 3Р            | 2Р            | 2Р            | 2Р    | 1Р            | 1Р            | К             | 1Р    | К             | -             | -             | -             | 1Р    | К             | К             | 0 / 9  | 7-9            |
| Уимблдонский турнир          | 2Р    | 1Р    | 2Р            | 1Р            | 1Р            | 2Р    | 1Р            | 1Р            | 4Р            | 1Р    | К             | -             | -             | НП            | 1Р    | -             | -             | 0 / 11 | 6-11           |
| Открытый чемпионат США       | 2Р    | 2Р    | 1Р            | 1Р            | 1Р            | 3Р    | 1Р            | 1Р            | 2Р            | К     | -             | К             | К             | 2Р            | К     | -             | К             | 0 / 10 | 6-10           |
| Итог                         | 0 / 2 | 0 / 4 | 0 / 4         | 0 / 4         | 0 / 4         | 0 / 4 | 0 / 4         | 0 / 4         | 0 / 2         | 0 / 3 | 0 / 0         | 0 / 0         | 0 / 0         | 0 / 1         | 0 / 2 | 0 / 0         | 0 / 0         | 0 / 38 |                |
| В/П в сезоне                 | 2-2   | 3-4   | 3-4           | 1-4           | 1-4           | 5-4   | 1-4           | 1-4           | 4-2           | 0-3   | 0-0           | 0-0           | 0-0           | 1-1           | 0-2   | 0-0           | 0-0           |        | 22-38          |
| Олимпийские игры             |       |       |               |               |               |       |               |               |               |       |               |               |               |               |       |               |               |        |                |
| Летняя олимпиада             | НП    | 1Р    | Не проводился | Не проводился | Не проводился | -     | Не проводился | Не проводился | Не проводился | -     | Не проводился | Не проводился | Не проводился | Не проводился | -     | Не проводился | Не проводился | 0 / 1  | 0-1            |

К — проигрыш в квалификационном турнире.
| Турнир                       | 2007  | 2008  | 2009          | 2010          | 2011          | 2012  | 2013          | 2014          | 2015          | 2016  | Итог   | В/П за карьеру |
| ---------------------------- | ----- | ----- | ------------- | ------------- | ------------- | ----- | ------------- | ------------- | ------------- | ----- | ------ | -------------- |
| Турниры Большого шлема       |       |       |               |               |               |       |               |               |               |       |        |                |
| Открытый чемпионат Австралии | -     | 2Р    | 1Р            | 1Р            | 3Р            | 1Р    | 2Р            | 1Р            | -             | 1Р    | 0 / 8  | 4-8            |
| Открытый чемпионат Франции   | -     | 1Р    | 1Р            | 3Р            | 1Р            | 2Р    | 2Р            | 1Р            | -             | -     | 0 / 7  | 4-7            |
| Уимблдонский турнир          | -     | 1Р    | -             | 2Р            | 2Р            | 3Р    | 1Р            | -             | -             | -     | 0 / 5  | 4-5            |
| Открытый чемпионат США       | 1Р    | 1Р    | 3Р            | 2Р            | 1Р            | 1Р    | 1Р            | -             | 2Р            | -     | 0 / 8  | 4-8            |
| Итог                         | 0 / 1 | 0 / 4 | 0 / 3         | 0 / 4         | 0 / 4         | 0 / 4 | 0 / 4         | 0 / 2         | 0 / 1         | 0 / 1 | 0 / 28 |                |
| В/П в сезоне                 | 0-1   | 1-4   | 2-3           | 4-4           | 3-4           | 3-4   | 2-4           | 0-2           | 1-1           | 0-1   |        | 16-28          |
| Олимпийские игры             |       |       |               |               |               |       |               |               |               |       |        |                |
| Летняя олимпиада             | НП    | 2Р    | Не проводился | Не проводился | Не проводился | -     | Не проводился | Не проводился | Не проводился | -     | 0 / 1  | 1-1            |

| Турнир                       | 2008  | 2010  | 2011  | Итог  | В/П за карьеру |
| ---------------------------- | ----- | ----- | ----- | ----- | -------------- |
| Турниры Большого шлема       |       |       |       |       |                |
| Открытый чемпионат Австралии | -     | -     | 2Р    | 0 / 1 | 1-1            |
| Открытый чемпионат Франции   | 2Р    | -     | -     | 0 / 1 | 1-1            |
| Уимблдонский турнир          | 3Р    | 2Р    | 3Р    | 0 / 3 | 5-3            |
| Открытый чемпионат США       | -     | 2Р    | 1/4   | 0 / 2 | 3-2            |
| Итог                         | 0 / 2 | 0 / 2 | 0 / 3 | 0 / 7 |                |
| В/П в сезоне                 | 3-2   | 2-2   | 5-3   |       | 10-7           |